# Jagdstaffel 8
Jagdstaffel 8 – Königlich Preußische Jagdstaffel Nr. 8 – Jasta 8 jednostka lotnictwa niemieckiego Luftstreitkräfte z okresu I wojny światowej.

## Informacje ogólne
Jednostka została utworzona w Rumbeke we wrześniu 1916 roku, jako jedna z pierwszych 12 eskadra w pierwszym etapie reorganizacji lotnictwa. Organizację eskadry powierzono porucznikowi Gustawowi Stenzel. Jej początkowy personel stanowili piloci z wcześniej istniejących jednostek FA 6, FA 33, FA 40 i FA(A) 213. Została zmobilizowana w dniu 15 września 1916 roku. W całym okresie swojej działalności operowała na froncie zachodnim. Eskadra walczyła głównie na samolotach Fokker D.V.
Jasta 8 w całym okresie wojny odniosła 95 zwycięstwa. Pierwsze zwycięstwo w dniu 1 października 1916 roku odniósł porucznik Alfred Ulmer. W okresie od sierpnia 1916 do listopada 1918 roku jej straty wynosiły 4 zabitych w walce, 8 rannych oraz 1 zabitych w wypadkach.
Łącznie przez jej personel przeszło 8 asów myśliwskich:
Walther Goettsch (17), Rudolf Francke (15), Wilhelm Seitz (11), Rudolf Wendelmuth (10), Konrad Mettlich (6), Werner Junck (5), Alfred Ulmer (5), Hans Koerner (2)

## Dowódcy Eskadry
| Stopień   | Nazwisko                | Okres                   |
| --------- | ----------------------- | ----------------------- |
| Porucznik | Gustav Stenzel          | 23.08.1916 – 30.06.1917 |
| Porucznik | Konrad Mettlich         | 29.07.1917 – xx.09.1917 |
| Porucznik | Constantin von Bentheim | xx.09.1917 – 01.04.1918 |
| Porucznik | Werner Junck            | 01.04.1918 – 06.07.1918 |
| Porucznik | Joachim de la Camp      | 06.07.1918 – 12.08.1918 |
| Porucznik | Werner Junck            | 12.08.1918 – 11.11.1918 |